# Henuttaui (XIX. dinasztia)
Henuttaui (ḥnw.t-t3.wỉ, „A Két Föld asszonya”) ókori egyiptomi hercegnő a XIX. dinasztia idején; II. Ramszesz fáraó és Nofertari nagy királyi hitves leánya. Ramszesz lányai közül a 7., Nofertari teljes bizonyossággal ismert gyermekei közül a második lány (Meritamon után).
Szobra látható a Nofertarinak épült kisebbik Abu Szimbel-i templom bejáratánál testvéreivel, Amonherkhopsef, Paréherwenemef, Meriré és Meriatum hercegekkel, valamint Meritamon hercegnővel, szüleik lábánál. Ez alapján szokták azonosítani Ramszesz és Nofertari közös gyermekeit (a nagyobbik templom homlokzatán a nem Nofertaritól született gyermekek közül is több szerepel, oda viszont Henuttaui nem került fel, Ramszesz lányai közül csak az első hat). Emellett ábrázolják a nagyobbik Abu Szimbel-i templom belsejében, nővérei között.
Sírja, a Királynék völgye 73 nincs messze Ramszesz más családtagjainak (QV68 – Meritamon, QV71 – Bintanath, QV75 – Henutmiré) sírjától; féltestvére, Bintanath és a XX. dinasztiabeli Duatentopet királyné sírja (QV74) közt fekszik.

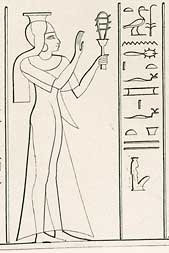
Az Abu Szimbel-i nagy templomban (Lepsius rajza)